# Nguyễn Quốc Triệu
Nguyễn Quốc Triệu (sinh ngày 22 tháng 6 năm 1951, mất ngày 24 tháng 1 năm 2025) là một chính khách Việt Nam. Ông từng giữ các chức vụ Ủy viên Ban Chấp hành Trung ương Đảng Cộng sản Việt Nam khoá X, Phó Bí thư Thành ủy, Chủ tịch Ủy ban nhân dân thành phố Hà Nội; Bộ trưởng Bộ Y tế Việt Nam từ năm 2007 đến 2011, nguyên Trưởng ban Bảo vệ sức khỏe Trung ương từ 2011 đến ngày ông nghỉ hưu. Ông được kết nạp Đảng Cộng sản Việt Nam vào năm 1972, chính thức là năm 1973.

## Tiểu sử
Nguyễn Quốc Triệu nguyên quán thôn Tĩnh Xá - Xã Phú Hòa - Huyện Lương Tài - Tỉnh Bắc Ninh, là Bác sĩ tốt nghiệp Đại học Y Hà Nội, Tiến sĩ. Ông là Bí thư Đoàn trường Đại học Y Hà Nội khi là sinh viên, sau đó, được cử đi học 1 năm ở Đức về quản lý nhà nước. Khi được bổ nhiệm làm Bộ trưởng Bộ Y tế, Nguyễn Quốc Triệu đã có 7 năm kinh nghiệm làm Giám đốc Sở Y tế Hà Nội, và trước đó ông đã công tác tại Trường Đại học Y Hà Nội.
Quá trình học tập và công tác:
– 10/1968 đến 9/1971: Học Đại học Y Hà Nội.
– 9/1971 đến 8/1973: Đi bộ đội C24 - E18 - F325 chiến đấu tại chiến trường Quảng Trị.
– 8/1973 đến 7/1976: Thương binh 4/4, học tại Đại học Y Hà Nội.
– 7/1976 đến 8/1981: Đảng ủy viên, Bí thư Đoàn Đại học Y Hà Nội.
– 9/1981 đến 7/1982: Học tại Trường Đoàn cao cấp tại Cộng hòa dân chủ Đức.
– 7/1982 đến 12/1982: Đảng ủy viên, giảng viên Đại học Y Hà Nội.
– 12/1982 đến 4/1984: Thường vụ Thành đoàn Thanh niên Cộng sản Hà Nội.
– 4/1984 đến 9/1987: Phó Bí thư Thành đoàn, Bí thư Đảng ủy.
– 9/1987 đến 8/1988: Học tại Học viện Quốc gia Hồ Chí Minh.
– 8/1988 đến 7/1991: Học tại Trường Đảng cao cấp Matxcơva.
– 7/1991 đến 10/1994: Phó Chủ tịch thường trực ủy ban Dân số Kế hoạch hóa gia đình Hà Nội.
– 3/1994: Được bầu vào Thành ủy Hà Nội khóa XI.
– 11/1994 đến 12/1999: Thành ủy viên, Giám đốc Sở Y tế Hà Nội.
– 12/1999 đến 12/2000: Thành ủy viên, Phó Chủ tịch Ủy ban nhân dân TP. Hà Nội.
– 1/2001 đến 5/2004: Ủy viên Thường vụ Thành ủy, Phó Chủ tịch, Phó Chủ tịch thường trực Ủy ban nhân dân TP. Hà Nội.
– 2/5/2002 đến 2004: Được bầu làm Chủ tịch Liên đoàn Bóng đá Thành phố Hà Nội nhiệm kỳ 2002 - 2006.
Ngày 02/05/2004 ông được Hội đồng nhân dân TP. Hà Nội bầu giữ chức Chủ tịch Uỷ ban nhân dân TP. Hà Nội.
Ngày 2 tháng 8 năm 2007, Nguyễn Quốc Triệu được cử giữ chức Bộ trưởng Bộ Y tế khi vẫn đang giữ chức Chủ tịch Ủy ban nhân dân thành phố Hà Nội. Ngày 29 tháng 8 năm 2007, Thủ tướng Nguyễn Tấn Dũng quyết định bổ nhiệm ông là Bộ trưởng Bộ Y tế. Năm 2011, ông giữ chức vụ Trưởng ban Bảo vệ, chăm sóc sức khoẻ cán bộ Trung ương.
Ông Nguyễn Quốc Triệu đã nghỉ hưu ở tuổi 69 vào ngày 21 tháng 6 năm 2019.
Bộ Y tế cho hay ông Triệu điều trị tại Bệnh viện Bạch Mai từ giữa năm 2024 trong tình trạng khá nặng. Bác sĩ Nguyễn Quốc Triệu, nguyên Bộ trưởng Y tế, nguyên Trưởng ban Bảo vệ chăm sóc sức khỏe cán bộ Trung ương qua đời chiều 24 tháng 1 năm 2025.

## Gia đình
Vợ ông là bác sĩ Trần Thúy Hạnh, nguyên Giám đốc Bệnh viện Bạch Mai, Hiệu trưởng trường Cao đẳng Y tế Bạch Mai.
Con trai ông là Nguyễn Quốc Hà, sinh ngày 04/12/1980, nguyên Phó Trưởng ban Ban Kiểm soát nội bộ, Tập đoàn Dầu khí Việt Nam được Ủy ban nhân dân Thành phố Hà nội bổ nhiệm giữ chức vụ Phó Giám đốc Sở Khoa học và Công nghệ thành phố Hà Nội.

## Tặng thưởng
- Huân chương Độc Lập hạng Nhất
- Huân chương Lao động hạng Nhất,Nhì,Ba
- Huy chương Kháng chiến chống Mỹ cứu nước hạng Nhì
- Huy hiệu 55 năm tuổi Đảng